# Сухопутные войска СССР
Сухопу́тные войска́ СССР — один из видов вооружённых сил СССР, предназначенный для ведения военных и боевых действий преимущественно на суше. Наиболее многочисленный и разнообразный по вооружению и способам ведения военных и боевых действий вид Вооружённых сил СССР и их составной части — Советской Армии. Как самостоятельный вид Вооружённых Сил СССР существовали с 25 февраля 1946 года по март 1950 года, с марта 1955 года по март 1964 года и с ноября 1967 года до прекращения существования Союза ССР.

## История
Предшественником Сухопутных войск СССР являлись сухопутные силы Рабоче-Крестьянской Красной армии. Они включали в себя стрелковые войска (пехоту), кавалерию, бронетанковые войска, артиллерию, специальные войска и части тыла. Единого руководства они не имели, хотя их доля в общей численности Красной армии и Военно-морского флота и составляла свыше 80 % по состоянию на май 1945 года; каждый из этих родов войск возглавлялся своим управлением (либо Главным управлением).

### Послевоенные годы
Опыт Великой Отечественной войны с его усложнением современного боя, задействованностью в нём всех родов войск и необходимостью их совместного применения, массовым насыщением Красной армии разнообразным вооружением и военной техникой показал, что организационная разобщённость сухопутных войск начинает превращаться в негативный фактор. После войны перед советскими Вооружёнными силами появились новые сложнейшие и масштабные задачи, для руководства решением которых появилась необходимость в создании отдельного органа военного управления. Этими задачами являлись: перевод армии и флота на мирные штаты, расквартирование и обустройство в новых местах постоянной дислокации, организация плановой боевой подготовки, организация оснащения войск и сил новыми видами вооружения и военной техники.
Впервые как самостоятельный вид Вооружённых сил СССР, сухопутные войска были образованы постановлением Совета народных комиссаров СССР от 25 февраля 1946 года. Приказом начальника Генерального штаба Вооружённых Сил СССР от 23 марта 1946 года было сформировано Главное командование Сухопутных войск. Первым Главнокомандующим Сухопутными войсками — заместителем Министра вооружённых сил СССР по сухопутным войскам был назначен 21 марта 1946 года Маршал Советского Союза Г. К. Жуков.
На первоначальном этапе, после окончания Великой Отечественной войны, советские вооружённые силы и сухопутные войска в частности, были подвергнуты массовому сокращению в условиях перехода к мирному времени. Однако, хотя и были сокращены управления большинства воинских объединений, соединений и частей, но за их счёт были укомплектованы до полного штата остающиеся соединения. Практически не подверглись сокращениям военные формирования, размещённые в Западной и Восточной Европе, а также соединения, размещённые на Дальнем Востоке и в Забайкалье, в связи с военными и боевыми действиями в отношении Японии. Размещённые же на Кавказе и в Средней Азии воинские части были усилены большей частью за счёт вывода из Европы воинских частей и соединений, подвергаемых там сокращениям. Начавшееся летом 1945 года сокращение сухопутных войск завершилось к 1950 году, в ходе его их численность сократилась с 9 822 000 до 2 444 000 человек.
Основной ударной силой сухопутных войск в период Великой Отечественной войны стали бронетанковые и механизированные части, насчитывавшие 25 000 танков. В первые послевоенные годы эти части переформировывались в механизированные. Так, на территории Восточной Германии в составе Группы советских оккупационных войск в Германии были развёрнуты 4 механизированные армии, которые с учётом ещё двух развёрнутых здесь армий имели 11 механизированных и 9 танковых дивизий. В Австрии стояли две мехдивизии, на территории Болгарии и Румынии — 4 механизированные и одна танковая дивизии. В Польше были развёрнуты одна танковая и одна механизированная дивизия. В приграничных округах СССР дислоцировались: в Белорусском военном округе две армии в составе 4 танковых и 4 механизированных дивизий, в Прикарпатском военном округе — две танковые и две механизированные дивизии, в Одесском военном округе — три механизированные дивизии, в Калининградской области (Прибалтийский военный округ) — одна танковая и три механизированные дивизии. Ещё две танковые и две механизированные дивизии были развёрнуты в составе 36-й армии (дислоцированной в Забайкалье в районе Борзи), которая в 1948 была передана в Забайкальский военный округ, одна танковая дивизия, принадлежащая этому же округу, дислоцировалась в районе Улан-Удэ.
В ответ на образование 4 апреля 1949 года Организации СевероАтлантического договора, СССР начал консолидацию своих союзников в Восточной Европе, что завершилось подписанием в мае 1955 года соглашения о создании Организации Варшавского договора.
Вместе с тем, основу танкового парка в это время составляли танки выпуска военного времени, и даже в середине 1950-х годов СССР продолжал выпуск тяжёлых танков ИС-2, ИС-3, ИС-4 и Т-10, поставляемых в формируемые тяжёлые танковые дивизии, в большом количестве развертываемые в БВО и ПрикВО.
Однако 26 марта 1950 года Совет министров СССР принял постановление об упразднении Главного командования Сухопутных войск «в целях необходимости устранения параллелизма в работе, исключения дублирующих органов, повышения оперативности в управлении, усиления централизации управления Вооружёнными силами». С этого времени общее руководство Сухопутными войсками осуществлял военный министр СССР Маршал Советского Союза А. М. Василевский, вопросы боевой подготовки переданы первому заместителя военного министра, а руководство бывшими управлениями Главного штаба Сухопутных войск передано соответствующим управлением Генерального штаба. Очень быстро жизнь показала ошибочность такого решения.

### Эпоха Хрущёва (1953—1964 гг.)
Качественно новым этапом в развитии СВ стало принятие на вооружение ядерного оружия и необходимость обучения войск действовать в условиях его применения. Второй проблемой стал постоянный рост количества в войсках танков, артиллерии, инженерными средствами. Механическое включение их в имеющиеся общевойсковые и механизированные соединения показало, что увеличилась их громоздкость и усложнилось управление, войска оказались не приспособленными к маневренным действиям в новых условиях.
Сторонником коренной реорганизации сухопутных войск был Г. К. Жуков, которому они подчинялись с апреля 1953 года по должности заместителя министра обороны СССР. Став в феврале 1955 года министром обороны, он немедленно приступил к реализации своих идей и уже в марте 1955 года Совет министров СССР принял постановление о формировании Главного командования Сухопутных войск.
В связи со стиранием граней между стрелковой и механизированной дивизиями к 1957 году были разработаны штабы мотострелковой дивизии, вобравшей в себя боевые качества обеих. Целью было создание маневренной, мощной и легкоуправляемой дивизии. Мотострелковые дивизии превосходили стрелковые по числу танков и бронетранспортёров, незначительно уступали ей по количеству артиллерии. Позднее, в начале 1960-х годов, количество артиллерии в мотострелковой дивизии ещё более сократили, взамен насытив её средствами доставки ядерных боеприпасов. Тогда же в СВ отказались от корпусного звена управления.
В данный период сформированные сразу после войны механизированные части переформировывались в мотострелковые, но большей частью в танковые; стрелковые — в мотострелковые. В связи с поступлением в войска тяжёлых танков ИС-3, ИС-4 и Т-10 продолжали формироваться также тяжёлые танковые дивизии: в Группе советских войск в Германии — две, столько же — в Белорусском ВО, по одной — в Киевском и Северо-Кавказском военных округах. Эти дивизии просуществовали до середины 1970-х годов. Кроме того, с начала 1960-х годов во внутренних округах СССР начали формироваться учебные танковые дивизии — по одной в Белорусском, Прибалтийском, Киевском, Уральском, Забайкальском, Дальневосточном военных округах. Вместе с тем, начатое Хрущёвым сокращение войск привело к расформированию большого количества существующих кадровых частей. Так, в Белорусском ВО были расформированы две, в Забайкальском ВО — три танковые дивизии. В результате тяжелые танки Т-10 в начале 1960-х годов отправили служить на Дальний Восток и в Забайкалье.
Однако к началу 1960-х годов в Советской Армии всё же было развёрнуто 6 танковых армий: по две в ГДР, БССР и УССР. Ещё две танковые армии, стоявшие в ГДР, были переименованы в общевойсковые. Танковая армия стояла и в Дальневосточном ВО. Количество же советских танков к 1965 году составляло 30 500.
Вскоре после завершение послевоенного сокращения армии ввиду обострения международной обстановки и начала «холодной войны», вновь началось увеличение общей численности ВС СССР (к 1955 году они возросли на 1,5 млн человек). Во второй половине 1950-х годов по инициативе Н. С. Хрущёва вновь произошли сокращения, прежде всего за счёт сухопутных войск, которые, однако, не были проведены до конца из-за вновь обострившихся международных отношений, что было обусловлено скандалом с американским самолетом-шпионом U-2, сбитом над территорией СССР. Пиком обострения стали Берлинский кризис 1961 года и Карибский кризис 1962 года.
В указанный период советские войска прошли «боевое крещение» в ходе событий в Венгрии в 1956 году — это была первая послевоенная операция с применением крупных сухопутных сил ВС СССР.
24 февраля 1964 года Совет обороны СССР принял решение о расформировании Главного командования СВ почти с такими же формулировками, как и в 1950 году (соответствующий приказ министра обороны СССР о расформировании был подписан 7 марта 1964 года). Его функции были переданы в Генеральный штаб, начальники родов войск и специальных войск перешли в подчинение непосредственно министру обороны СССР.

### Эпоха Брежнева (1964—1982 гг.)
В ноябре 1967 года по представлению нового министра обороны Маршала Советского Союза А. А. Гречко Главное командование Сухопутных войск было восстановлено. Долгое время слабым звеном СВ было отсутствие единого заказчика вооружений для войск и только в июне 1983 года этот недостаток был в значительной мере устранён — учреждена должность заместителя Главнокомандующего сухопутными войсками по вооружению — начальника вооружений Сухопутных войск, ему в подчинение были переданы Главное ракетно-артиллерийское управление и Главное бронетанковое управление.
К концу 1960-х годов к числу вероятных противников добавился Китай (КНР), в связи с чем в Забайкалье и на Дальний Восток (где воинские части были сокращены до минимума, сравнимого с численностью войск в 1941—1942 гг.) в срочном порядке стали перебрасываться части и соединения различных родов войск, в том числе три танковые дивизии из Ленинградского военного округа (ЛенВО), ПрибВО и СКВО. На территории ЗабВО и в Монголии в срочном порядке формируются новые армии, а в Монголии, кроме того, развёртываются две танковые дивизии. Кроме того, формировались укреплённые районы (УРы), в составе танковых рот которых насчитывалось до 230 танков, представлявших собой набор из Т-34-85, ИС-2, ИС-3, ИС-4, Т-54/55. Здесь же формировались и «танковые бронепоезда» с танками на платформах (БП-1). Для управления данными войсками в 1979 году было образовано Главное командование войск Дальнего Востока (ГКВДВ), сравнимое по численности подчинённых войск разве что с ГСВГ.
В связи с обострением отношений с КНР в указанный период, 24 июня 1969 был также образован Среднеазиатский ВО.
К 1975 году количество советских танков достигло 42 тысяч. К 1978 году Советские сухопутные войска имели уже 50 тысяч танков.
В указанный период сухопутные войска, наряду с другими составными частями ВС СССР, принимали активное участие в событиях в Чехословакии (1968 год, операция «Дунай»), а также в Афганской войне.

### Эпоха «перестройки» (вторая половина 1980-х гг. — 1991 год)
Обострение международных отношений, обусловленное сбитым 1 сентября 1983 года южнокорейским «Боингом», вновь привело к усилению противостояния между ОВД и НАТО. В указанный период для управления войсками и соединениями, размещёнными в Восточной Европе, по аналогии с ГКВДВ, в 1984 годы образованы:
- Главное командование войск Западного направления, объединявшее войска ГСВГ, Северной группы войск (СГВ, дислоцирована в Польше), Центральной группы войск (ЦГВ, дислоцирована в Чехословакии), Белорусского и Прикарпатского военных округов;
- Главное командование войск Юго-Западного направления — Южная группа войск (ЮГВ, дислоцирована в Венгрии), ОдВО, КВО;
- Главное командование войск Южного направления — Закавказский (ЗакВО), Северокавказский (СКВО), Туркестанский (ТуркВО) военные округа.

В связи с провозглашением М. С. Горбачёвым «стратегии разумной оборонной достаточности», в последние годы Союза ССР Вооружённые Силы СССР и Сухопутные войска в частности подверглись массовым сокращениям, управления армий, корпусов, дивизий расформировывались, дивизии сокращенного штата переформировывались в базы хранения вооружения и военной техники (БХВТ) и базы хранения имущества (БХИ), учебные дивизии переформировывались в «учебные центры».
В 1989 году Краснознамённый Приволжский военный округ был объединён с Краснознамённым Уральским военным округом в Краснознамённый Приволжско-Уральский военный округ (ПУрВО), а Среднеазиатский военный округ объединён с Краснознамённым Туркестанским ВО.
В декабре 1990 года было создано Управление начальника авиации сухопутных войск.
В 1991 году СВ СССР имели в своем составе 32 танковых и более 100 мотострелковых дивизий.
От распавшейся советской военной машины Россия получила 85 % воинских частей и соединений, а также военной техники, которая, однако, в связи с особенностями дислокации СВ СССР не являлась в своей основной массе современной и отвечающей новым вызовам. Наиболее боеспособные соединения, укомплектованные самой современной техникой (так называемые «войска второго стратегического эшелона»), остались на территории Белоруссии (БВО) и Украины (ПрикВО, КВО, ОдВО).

## Состав Сухопутных войск
В их состав в 1950—1980-е гг. входили следующие основные рода войск:
- мотострелковые войска (до 12 марта 1957 года — стрелковые войска);
- воздушно-десантные войска — в период с апреля 1956 до марта 1964;
- десантно-штурмовые формирования — в период с июня 1968 по август 1990;
- танковые войска (до 1954 г. бронетанковые и механизированные войска, до 1960 года — бронетанковые войска);
- ракетные войска и артиллерия — РВиА (до января 1961 года — артиллерия Советской армии);
- армейская авиация — с декабря 1990 года;
- войска связи;
- инженерные войска;
- войска ПВО Сухопутных войск;
- химические войска;
- части тыла.

## Участие в военных конфликтах
В послевоенное время советские военнослужащие и советские специалисты участвовали во многих военных конфликтах на территории многих стран мира. Однако именно ниже перечисленные конфликты были отмечены участием регулярных частей от Сухопутных войск СССР.

### Подавление вооружённого восстания в Венгрии в 1956 году
Начало антиправительственному вооружённому мятежу в Венгрии положила демонстрация, начавшаяся 23 октября 1956 года в Будапеште. В связи с фактическим бездействием венгерских властей в данной ситуации, части Особого корпуса были вынуждены возложить на себя основные тяготы по наведению порядка в «братской» стране народной демократии. Первыми в столицу страны — город Будапешт, были введены части 2-й гвардейской механизированной дивизии. После перехода регулярных частей венгерской армии на сторону восставших, в Москве было принято решение о вводе в Венгрию дополнительных воинских соединений. Всего в операции, получившей кодовое название «Вихрь» должны были принять участие 11 дивизий, объединённых в две армии и Особый корпус (всего около 60 тысяч человек, более 3000 танков (преимущественно новейшие Т-54) и САУ, много другой техники): от ПрикВО 31-я танковая, 31-я гвардейская воздушно-десантная, гвардейские 13-я и 27-я механизированные, 128-я стрелковая; от ПрибВО — 7-я гвардейская воздушно-десантная; от ОдВО — 35-я гвардейская механизированная и 66-я гвардейская стрелковая дивизии.
Для действий в самом Будапеште выделялся Особый корпус в составе четырёх дивизий: 2-я, 33-я механизированные, 128-я стрелковая и 7-я воздушно-десантная дивизии. Для прикрытия границы с Австрией и Югославией выдвинулась 38-я общевойсковая армия в составе четырёх дивизий: 13-я, 17-я (выделенная от прежнего состава Особого корпуса в подчинение армии) и 27-я механизированные, 66-я стрелковая дивизии. В восточной части Венгрии действовала 8-я механизированная армия также в составе четырёх дивизий: 31-я танковая, 11-я и 32-я механизированные, 70-я стрелковая дивизии.
Всего для наведения порядка потребовалось пять дней.
В целях обеспечения последующего «социалистического порядка» в стране из состава войск, оставленных в Венгрии, была сформирована Южная группа войск.

### Карибский кризис1962 года
В целях охраны на земле развертываемых на «Острове Свободы» советских ракет в июле — октябре 1962 года на Кубу в ходе операции «Анадырь» были передислоцированы четыре мотострелковых полка из состава войск ЛВО, созданных на базе войск 45-й и 64-й мотострелковых дивизий: 302-й, 314-й, 400-й и 496-й. Каждый мотострелковый полк насчитывал по 2500 человек личного состава, имел особую структуру: три мотострелковых батальона, танковый батальон, ракетный дивизион с ракетами «Луна». В условиях обычной для советского времени секретности, данным полкам при передислокации на Кубу присваивались иные номера: 43-й, 74-й, 108-й, 146-й. Кроме того, также были переброшены два танковых батальона, оснащенных новейшими танками Т-55. Общая численность войск, размещенных на Кубе, превышала 50 тыс. человек.
К счастью, данным войскам не пришлось принять реального участия в военном противостоянии между США и СССР, последствием которого могла стать Третья мировая война. Основным условием для разрешения кризиса являлся вывод ракетных частей с острова, что и было сделано советским руководством. Одновременно с этим убыли и иные части, в том числе 3 мотострелковых полка.
Из состава Сухопутных войск, оставленных на Кубе, 12 сентября 1962 года на основе 43-го мотострелкового полка была сформирована 7-я отдельная мотострелковая бригада, составившая основу Группы советских военных специалистов на Кубе. В сентябре 1979 года бригада была официально представлена мировой общественности как 12-й учебный центр. К 1989 году в составе бригады числилось 2738 человек, насчитывалось 40 танков, 40 БМП и 80 БТР. В 1991 году уже российское руководство приняло решение о выводе бригады, численность которой к этому времени была сокращена до 1500 человек.

### Пограничные конфликты с Китаем 1968—1969 гг.
Причины советско-китайских пограничных конфликтов уходят корнями в XVII — начало XX вв.
Несмотря на начатые 25 февраля 1964 года консультации с китайской стороной по поводу разграничения, продлившиеся шесть месяцев, до конца не были урегулированы некоторые вопросы.
Особенно сложная ситуация сложилась на участках Тихоокеанского и Дальневосточного пограничных округов, вылившаяся зимой 1968—1969 гг. в открытое противостояние.
В связи с начавшимися боевыми действиями в районе о. Даманский командование ДВО изначально выделило в поддержку пограничникам две мотострелковые роты, два танковых взвода и батарею 120-мм минометов 135-й мотострелковой дивизии. Только вечером 15 марта 1969 года из Москвы поступила команда на возможное использование регулярных частей СВ ВС СССР в поддержку пограничникам, до этого времени с конца января единолично сдерживавшим натиск китайских регулярных частей. Тогда в 17.10 силами артиллерийского полка, дивизиона РСЗО «Град» и двух батарей 120-мм минометов был проведен десятиминутный артиллерийский удар на всю глубину китайской группировки. После артподготовки две роты мотострелкового батальона, совместно с заставой маневренной группы пограничников на 12 БТР с 5 танками атаковали китайцев и выбили их с острова.
Следующим участком, на котором китайцы проверяли крепость советской границы, оказался район пос. Дулаты Семипалатинской области. От Сухопутных войск на участке границы в данной местности были представлены отдельный танковый батальон, мотострелковая и танковая роты, минометный взвод 215-го мотострелкового полка, а также батальон 369-го мотострелкового полка. В связи с активизацией китайцев на границе для усиления данных частей и пограничных застав на границу были переброшены мотострелковая рота, танковый и минометный взводы 369-го полка, а также части 18-й армии (чуть позднее на основе штаба армии было развернуто управление САВО). Правда военного столкновения тогда удалось избежать.
Следующей зоной конфликта на советско-китайской границе оказался район озера Жаланашколь. Правда здесь до применения сухопутных частей ВС СССР дело не дошло.

### «Пражская весна» (1968 год)
Еще весной 1968 года советское руководство приняло решение о необходимости проведения в Вооруженных Силах СССР мероприятий по подготовке к действиям на территории Чехословакии.
Полностью операция по вводу войск, получившая кодовое наименование «Дунай», была подготовлена к 17 августа 1968 года. В тот же день было принято окончательное решение о начале боевых действий.
Сосредоточение войск на границах Чехословакии осуществлялось скрытно. Для этого был проведён ряд учений. Например, в июне на её территории прошло командно-штабное учение под кодовым названием «Шумава». В целом, учения ОВС Варшавского Договора, проводившиеся с мая по август, использовались в качестве способа уникальной в своем роде маскировки, позволили скрыть признаки готовившегося вторжения. Одновременно с проведением учений под их прикрытием решались вопросы материально-технического и тылового обеспечения создаваемой группировки войск.
К 20 августа подготовительные мероприятия завершились. К этому времени группировка войск насчитывала до 500 тыс. человек (в первом эшелоне — 250 тыс.).
На её вооружении находилось около 5 тыс. танков и бронетранспортеров. Советские войска были представлены в группировке соединениями и частями 1-й гвардейской танковой, 20-й гвардейской общевойсковой, 16-й воздушной армий (ГСВГ), 11-й гвардейской общевойсковой армии (ПрибВО), 5-й гвардейской танковой и 28-й общевойсковой армий (БВО), 13-й и 38-й общевойсковых армий, 28-го армейского корпуса (ПрикВО) и 14-й воздушной армии (ОдВО).
В операции приняли участие следующие дивизии: 7-я и 103-я гвардейские воздушно-десантные, 11, 13, 15-я гвардейские, 9-я, 31-я танковые, 6, 14, 17, 18, 20, 27, 30, 39, 51, 66, 128-я гвардейские, 24, 48, 161, 287-я мотострелковые, пять из которых остались там на постоянной основе вплоть до распада Варшавского Договора — три танковые (13-я и 15-я гвардейские, 31-я) и две мотострелковые (30-я гвардейская и 48-я).
Советские войска в августе 1968 г. при вводе в Чехословакию потеряли 12 человек, 76 получили ранения различной тяжести. Семь боевых машин было подожжено, в той или иной степени повреждено более 300 автомобилей.

### Афганская война 1979—1989 гг.
Основу войск, введённых в Афганистан для оказания «интернационального долга», составили войска 40-й общевойсковой армии. Вся войсковая группировка получила наименование «Ограниченный контингент советских войск в Афганистане». Основу самой 40-й общевойсковой армии составляли четыре дивизии — три мотострелковые и воздушно-десантная: 5-я гвардейская мотострелковая, 108-я мотострелковая — от КТуркВО, 201-я мотострелковая — от САВО, а также 103-я гвардейская воздушно-десантная. Кроме того, армия включала пять отдельных бригад (в том числе две отдельные мотострелковые и десантно-штурмовую) и шесть отдельных полков (в том числе два мотострелковых и парашютно-десантный).
В последующем, с учётом опыта войны в горах, структура армии реформировалась. Структура дивизий отличалась от общепринятой в Советской армии: так, 201-я мотострелковая дивизия на первоначальном этапе имела в своем составе два танковых полка. Формировались специальные части для действий в горно-пустынной местности (единственная предназначенная для ведения боевых действий в горах 105-я воздушно-десантная дивизия, которая, кстати, дислоцировалась в ТуркВО, была расформирована за несколько месяцев до начала ввода войск в Афганистан).
Общая численность советских войск в Афганистане в начальный период составляла 81,1 тысячи военнослужащих, в том числе 61,8 тысячи в боевых частях. На вооружении находилось около 2,4 тысячи единиц бронетехники (около 600 танков, 1500 БМП, 290 БТР), 900 орудий различных калибров, 500 вертолетов и самолетов. В дальнейшем численность армии постепенно увеличивалась, достигнув пика в 108,8 тысячи человек к 1986 году. Однако из 133 батальонов армии 82 выполняли не связанные с боевыми охранные функции — охрана коммуникаций, аэродромов, различных экономических и военных объектов.
С 15 мая 1988 года, после подписания Женевских соглашений по Афганистану, начался вывод советских войск из этой страны, закончившийся 15 февраля 1989 года.

## Боевая подготовка
Повседневная жизнь Вооруженных сил СССР, в том числе и Сухопутных войск, была насыщена боевой учёбой. Именно за счёт неё Сухопутные войска набирались теоретической и практической закалки.
Много внимания в этом плане отводилось достижению слаженности и сплочённости с союзными войсками стран ОВД в ходе двусторонних военных учений.
Известны следующие войсковые учения Советского Союза и стран Варшавского Договора:

| - 1950-е годы: - «Тоцкие войсковые учения» (1954); - «Болгария» (1958); - 1960-е годы: - «Влтава» (1960); - «Штурм» (1961); - «Стрела» (1961); - «Буря» (1962); - «Тайфун» (1963); - «Квартет» (1963); - «Октябрьский штурм» (1965); - «Молдавия» (1966); - «Влтава» (1966); - «Манёвр» (1967); - «Родопы» (1967); - «Днепр» (1967); - «Шумава» (1968); - «Неман» (1968); - «Бёмервальд» (1968); - «Весна» (1969); - «Одра — Ниса» (1969); - 1970-е годы: - «Зенит» (1970); - «Братство по оружию» (1970); - «Двина» (1970); - «Висла — Эльба» (1971); - «Осенний штурм» (1971); - «Неман» (1971); - «Молния» (1971); - «Юг» (1971); - «Опал» (1971); - «Весна» (1972); - «Зенит» (1972); - «Щит» (1972); - «Балтика» (1972); - «Эфир» (1972); - «Весна» (1973); - «Запад» (1973); - «Турнир» (1973); - «Восток» (1974); - «Амур» (1975); - «Весна» (1975); - «Удар» (1975); - «Закавказье» (1975); - «Щит» (1976); - «Авангард» (1976); - «Запад-77» (1977); - «Березина» (1978); - «Кавказ» (1978); - «Восток» (1979); - «Крым» (1979); - «Юг» (1979); - «Щит» (1979); | - 1980-е годы: - «Юг» (1980); - «Весна» (1980); - «Братство по оружию» (1980); - «Карпаты» (1980); - «Союз» (1981); - «Запад-81» (1981); - «Дукла» (1982); - «Дружба» (1982); - «Центр» (1982); - «Щит-82» (1982); - «Влтава» (1982); - «Союз» (1983); - «Щит» (1983); - «Дружба» (1983); - «Щит» (1984); - «Дружба» (1984); - «Юг» (1984); - «Запад» (1984); - «Лето» (1984); - «Эксперимент» (1984); - «Восток» (1984); - «Саранча» (1984); - «Юг» (1985); - «Дружба» (1985); - «Запад» (1985); - «Зенит» (1985); - «Кавказ» (1985); - «Рубин» (1985); - «Bordkante» (1985—1988); - «Авангард» (1986); - «Заслон» (1986); - «Дозор» (1986); - «Гранит» (1986); - «Дружба» (1986); - «Земля» (1986); - «Орион» (1986); - «Щит» (1988); - «Осень» (1988); - «Гоже-Поречье» (1989); - 1990-е годы: - «Барановичи» (1990); - Учения на полигоне «Широкий Лан» (1990). |

## Особенности организации соединений и частей
Штаты советских послевоенных дивизий отличались многообразием.
Эти типы штатов подразделялись на четыре основные группы дивизий — «А», «Б», «В» и «Г». Штаты дивизий мирного и военного времени, как правило, не совпадали.
Штат «А» (дивизия постоянной готовности) предусматривал 90—100 % укомплектованности личным составом и 100 % укомплектованность техникой и вооружением. Штат «Б» (дивизия со сроком готовности от 1 до 3 суток) — 60—80 % личного состава и 75-90 % техники и вооружения. Штат «В» (дивизия со сроком готовности от 4 до 10 суток) — соответственно 25—50 и 50—75 %. Штат «Г» (дивизия со сроком готовности от 11 до 30 суток) — 1—10 и 40—50 %. Последние 2 типа дивизий именовались дивизиями кадра (назывались и «скадрованными», и «кадрированными») и составляли до 70 % от общего числа дивизий. Поэтому более-менее боеготовыми можно считать лишь дивизии типов «А» и «Б».
Различие в укомплектованности личным составом между, например, мотострелковым полком дивизии типа «Б» и таким же полком дивизии типа «В» составляло более 1000 человек — 1300—1500 против 200—300 (по штату военного времени, в дивизии типа «А» в полку должно было числиться 2400 человек). А в дивизиях типа «Г» полки и другие подразделения существовали только в мобилизационных планах, то есть на бумаге.
Толчком к созданию дивизий типа «Г», в которых не существовало полностью развёрнутых частей и соединений, послужила необходимость сокращения ВС СССР при одновременном сохранении офицерских кадров, имеющих соответствующий опыт, запасов боевой техники и вооружения. В таких дивизиях офицерский состав и прапорщики составляли примерно 10—15 % потребности от штата военного времени, а сержантами и рядовыми такие дивизии обеспечивались по остаточному принципу из расчёта необходимого минимального количества личного состава для охраны и обслуживания техники дивизии, находящейся на хранении. В 1988 году все дивизии штата «Г», как и ряд дивизий штата «В», были преобразованы в БХВТ или БХИ.
В силу указанного, не только зарубежные, но и российские военные историки не могут точно подсчитать количество дивизий Сухопутных войск в тот или иной период. Подсчёт количества дивизий затруднен тем, что находящиеся во внутренних округах СССР дивизии именовались «запасными», «учебными», дивизиями «кадра», в силу чего точное количество последних достоверно неизвестно.
Особенность западной классификации типов штатов советских дивизий заключается в градации на 3 типа штатов: 1, 2, 3 категории (или «А», «В» и «С») — 46, 37, 97 дивизий соответственно на начало 1980-х гг.
Всего количество техники в стандартной танковой дивизии по штату «А» (на примере танковой дивизии ЦГВ) в 1988 было следующее: 328 танков T-72, 231 БМП-1/2, 19 БРМ, БРМ-1, 28 БРДМ-2, 9 БРДМ-2 с ТПРС, 18 дивизионных 152-мм самоходных гаубиц 2С3 «Акация», 72 полковых 122-мм самоходных гаубиц 2С1 «Гвоздика», 18 гаубиц Д-30, 18 реактивных систем залпового огня БМ-21 «Град», 20 зенитных ракетных комплексов 2К12 «Куб» (SA-6 Gainful) или 9K33 «Оса» (SA-8b Gecko), 16 зенитных ракетных комплексов 9К35М «Стрела-10М» (SA-13 Gopher) и 16 зенитных самоходных установок ЗСУ-23-4 «Шилка». Также в составе танковой дивизии находилось и одно подразделение войсковых ракет, которое было вооружено 4 тактическими ракетными комплексами 9K79 «Точка» (SS-21 Scarab) ближнего радиуса действия, укомплектованными ракетами 9M79 дальностью 70 км и пусковыми установками 9П129 на плавающем автомобиле БАЗ-5921. Это подразделение имело обычно 4 пусковых установки 9П129 с неопределённым количеством ракет. Воздушную поддержку обеспечивала одна вертолётная эскадрилья, которая использовала в качестве боевых вертолеты Ми-24В/П в количестве около 8, а также транспортные машины Ми-8T/MT в количестве около 6. Стандартная танковая дивизия насчитывала приблизительно 11 тыс. человек. Основную силу танковой дивизии составляли 2—3 отдельных танковых полка.
Общее количество техники в стандартной мотострелковой дивизии (на примере таковой из состава ЦГВ) было следующим: 271 танк Т-72, 290 бронетранспортёров БТР-60/70, 145 БМП-1/2, 7 БРМ и БРМ-1, 28 БРДМ-2, 9 БРДМ-2 с АТ-3, 30 БРДМ-2 с АТ-4/5, 36 дивизионных 152-мм самоходных гаубиц 2С3 «Акация», 90 полковых 122-мм самоходных гаубиц 2С1 «Гвоздика», 18 гаубиц Д-30, 18 реактивных систем залпового огня БМ-21 «Град», 4 тактических ракетных комплекса 9К79 «Точка», 20 зенитных ракетных комплексов 2К12 «Куб» или 9K33 «Оса», 16 зенитных ракетных комплексов 9К35М «Стрела-10М», 16 зенитных самоходных установок ЗСУ-23-4 «Шилка» и 12 противотанковых 100-мм пушек МТ-12. Стандартная мотострелковая дивизия насчитывала приблизительно 13 500 человек личного состава. В её состав входил один отдельный танковый полк и три мотострелковых полка.
Дивизии штата «Г» имели минимальное количество техники. Например, 82-я мотострелковая дивизия (Волгоград) имела всего лишь 100 единиц бронетехники.

## Численность
В связи с отсутствием открытых советских и современных отечественных данных, касающихся численности Советской армии в целом, а также её составных частей, при оценке численности СВ ВС СССР большинство нижеприведенных данных опирается на оценки западных экспертов.
- 1946, март: 9 822 000[25]
- 1948: 2 444 000[25][26]
- 1957: 2 200 000[27]
- 1960: 2 250 000[28]
- 1961, июль: 1 935 000[29]
- 1965: 1 616 000[30] — 1 800 000[31]
- 1970: 1 750 000[30]
- 1975: 1 900 000[32] — 2 500 000[31]
- 1977: 1 825 000[19]
- 1981, январь: 1 650 000[28]
- 1985: 1 995 000[33]
- 1987, октябрь: 2 000 000[34]
- 1989, январь.: 1 596 000[35] — 2 000 000[36]
- 1990: 1 473 000[33]
- 1991: 1 400 000[37]

| Год            | Стрелковые | Механизированные | Танковые | Мотострелковые | Воздушно-десантные | Всего |
| -------------- | ---------- | ---------------- | -------- | -------------- | ------------------ | ----- |
| 1947 −1950 гг. | 83         | 25               | 25       | —              | 5                  | 175   |
| 1957 год       | 12         | 30               | 24       | 60             |                    | 155   |
| 1960 год       | 53         |                  | 24       |                | 10                 | 136   |
| 01.07.1961 г.  | 26         | —                | 26       | 87             | 8                  | 147   |
| 1964 год       | —          | —                | 43       | 88             | 7                  | 138   |
| 1970 год       | —          | —                | 43       | 108            | 8                  | 159   |
| 1974 год       | —          | —                | 44       | 118            | 8                  | 170   |
| 1977 год       | —          | —                | 50       | 134            | 7                  | 191   |
| 1985 год       | —          | —                | 51       | 141            | 7                  | 213   |
| 1989 год       | —          | —                | 52       | 150            | 7                  | 214   |
| 1990 год       | —          | —                | 46       | 142            | 7                  | 216   |
| 1991 год       | —          | —                | 32       | 100            | 7                  | 159   |

## Дислокация
СВ ВС СССР делились по территориальному принципу на военные округа (32, в последующем сокращённых до 16, а после реорганизации в 1989 году — 14) и группы войск (войска СССР за рубежом):
- Московский военный округ (МВО);
- Ленинградский военный округ (ЛВО);
- Прибалтийский военный округ (ПрибВО), позднее — Северо-Западная группа войск;
- Белорусский военный округ (БВО);
- Киевский военный округ (КВО);
- Прикарпатский военный округ (ПрикВО);
- Одесский военный округ (ОдВО);
- Северо-Кавказский военный округ (СКВО);
- Закавказский военный округ (ЗакВО);
- Приволжский военный округ (ПриВО);
- Среднеазиатский военный округ (САВО);
- Туркестанский военный округ (КТуркВО);
- Уральский военный округ (УрВО);
- Сибирский военный округ (СибВО);
- Забайкальский военный округ (ЗабВО);
- Дальневосточный военный округ (ДВО);
- Северная группа войск (СГВ);
- Центральная группа войск (ЦГВ);
- Группа советских войск в Германии (ГСОВГ, затем ГСВГ), позднее — Западная группа войск (ЗГВ);
- Южная группа войск (ЮГВ);
- Группа советских военных специалистов на Кубе (ГСВСК)

(подробнее о составе войск военных округов и групп войск в соответствующих статьях)
Принимая во внимание, что основным возможным театром будущей войны советское руководство и генералитет рассматривали Европу, именно здесь были сосредоточены наиболее подготовленные и боеспособные части, укомплектованные до полного штата (штат «А»), оснащённые самой современной техникой и вооружением.
Так, западными экспертами в конце 1970-х гг. дислокация советских дивизий оценивалась следующим образом: Восточная Европа — 31 дивизия, из которых 20 в составе ГСВГ (включая 10 танковых), 2 танковых — в СГВ, 4 (2 танковых) — в составе ЮГВ, 5 (2 танковых) — в ЦГВ; в европейской части СССР (БВО, ПрикВО, ПрибВО, ЛВО, МВО, КВО и ОдВО) дислоцировалось 66 дивизий (из которых 23 танковых); центральная часть СССР (УрВО, ПриВО) — 6 дивизий (1 танковая); южная часть СССР (СКВО, ЗакВО, КТуркВО) — 24 дивизии (1 танковая); в Сибири, Средней Азии и на Дальнем Востоке (САВО, СибВО, ЗабВО, ДВО) — 46 дивизий (из которых танковых только 6).
Численность данных частей по направлениям в последующем менялась незначительно.
Приведённый анализ показывает, что советское командование предполагало на Юге и Дальнем Востоке вести исключительно оборонительные операции и не рассматривало соседей с юга и востока в качестве основных противников.

## Военное присутствие за пределами СССР
В разное время сухопутные части и соединения ВС СССР дислоцировались в различных регионах мира:
- в Восточной Европе:
  - Северная группа войск (СГВ) — на территории Польской Народной Республики с 1945 по 1991 гг.;
  - Центральная группа войск (ЦГВ) — на территории Австрии, Венгрии и Чехословакии — с 1945 по 1955 гг., и в Чехословакии — с 1968 по 1991 гг.;
  - Группа советских войск в Германии (ГСОВГ, затем ГСВГ) — на территории Германской Демократической Республики с 1945 по 1994 гг.;
  - Южная группа войск (ЮГВ) — на территории Болгарии и Румынии с 1945 по 1947 гг., в Венгрии — с 1956 по 1992 гг.;
  - Особый корпус — на территории Венгрии в 1955—1957 гг.;
  - Отдельная механизированная армия (именовалась также 1-я Отдельная армия) — на территории Румынии в 1947—1958 гг.
- на Кубе:
  - Группа советских военных специалистов на Кубе (ГСВСК);
- в Азии:
  - 39-я армия в Китае — на территории Китая в 1945—1953 гг.
  - Советские войска в Монголии — оперативно подчинялись командованию ЗабВО);
  - Ограниченный контингент советских войск в Афганистане — оперативно подчинялся командованию КТуркВО) с 1979 по 1989 гг.

## Сухопутные войска в середине 1980-х гг
К середине 1980-х годов Сухопутные войска, как и другие виды Вооружённых сил СССР, достигли пика своего расцвета. Они имели крупнейшие контингенты и соединения войск в мире.
В условиях принятия США стратегии «ограниченной ядерной войны», суть которой заключалась в переносе зоны возможного ядерного конфликта на территорию Европы с захватом территории Советского Союза и которая не предусматривала использование стратегических наступательных сил США, опасность развития возможного военного конфликта между НАТО и Организацией Варшавского договора именно по данному сценарию требовала от руководства СССР принятия кардинально новой концепции построения и применения войск.
Последовавшие в связи с этим преобразования в войсках, инициированные маршалом Н. В. Огарковым, позднее историками будут названы «Доктриной Огаркова». Эти преобразования к сентябрю 1984 г. выразились в следующем:
- для управления всеми видами и родами войск на возможных театрах военных действий созданы четыре Главных командования войск стратегических направлений, предназначенных для управления как ядерными силами, так и силами общего назначения, входящими в состав контингентов Сухопутных войск, Военно-воздушных сил и Военно-морского флота СССР, зарубежных групп войск и войск приграничных военных округов, призванных стать органами оперативно-стратегического управления на возможных театрах военных действий[51] на Западном, Юго-Западном, Южном и Дальневосточном стратегических направлениях. Для управления всеми подчинёнными таким командованиям войсками разрабатывалась и проходила технические испытания командная система боевого управления войсками, разработанная Минским НИИ средств автоматизации НПО «Агат» под шифром «Манёвр», первое пробное использование которой прошло в ходе масштабных учений войск «Запад-81»;
- в зарубежных группах войск и во внутренних военных округах шло формирование отдельных танковых полков и танковых батальонов, предназначенных и приспособленных для осуществления оперативного и тактического манёвра;
- в дополнение к имеющимся шло формирование новых десантно-штурмовых бригад и отдельных батальонов, предназначенных для действий в тылу обороняющегося противника (по аналогии с американской 101-й аэромобильной дивизией);
- создание на базе 120-й мотострелковой дивизии в БВО и 5-й танковой в ЗабВО соответственно 5-го и 48-го отдельных армейских корпусов бригадного состава, призванных на случай фронтовых операций действовать как оперативно-маневренные группы;
- подчинение командованиям военных округов войск ПВО и ВВС, дислоцированных на соответствующих территориях.

Однако не всем военным и государственным руководителям страны реформы маршала Огаркова пришлись «по вкусу». При новом Генеральном секретаре Ю. В. Андропове эти реформы начали сворачиваться.
Однако проведённые реформы подняли Сухопутные войска на качественно новый уровень (некоторые преобразования в последующем повторно реализованы уже в Российской армии).
Западными экспертами давались следующие оценки качественного и количественного состояния Сухопутных войск ВС СССР в указанный период.
В странах Восточной Европы (в составе ГСВГ, СГВ, ЦГВ и ЮГВ) было дислоцировано 30 танковых и мотострелковых дивизий. В районах западной границы СССР (в ЛВО, ПрибВО, БВО, ПрикВО, КВО, ОдВО) дислоцировалось 64—75 советских дивизий. На южных рубежах страны (в СКВО, ЗакВО, КТуркВО) размещалось 29—30 дивизий. Против Китая были нацелены дивизии САВО, СибВО, ЗабВО и ДВО в количестве 52—59. Дивизии, дислоцированные в МВО, ПриВО и УрВО в количестве 16—20, оценивались как стратегический резерв, с возможностью их использования на любом стратегическом направлении.
Из этого количества дивизий 80 (или 40 %) оценивались как боеготовые, 39 из них (в группах войск в Восточной Европе, в ОКСВА и в Монголии) дислоцировались за пределами СССР.
Образованные в составе Сухопутных войск 2 отдельных армейских корпуса бригадного состава (по оценкам зарубежных экспертов, СССР планировал создать подобные корпуса также на основе минимум еще двух дивизий, в частности 24-й мотострелковой в ПрикВО) каждый имел на вооружении до 450—550 танков, свыше 700 единиц бронетехники, до 200 единиц мобильной ПВО, свыше 250 единиц артиллерии.
Указанные оценки западных экспертов представляются не надуманными, если в расчёт взять исследования отечественных авторов. Так, Главному командованию войск Западного направления подчинялось 50 дивизий, Главному командованию войск Юго-Западного направления — 22 дивизии, Главному командованию войск Южного направления — 27, Главному командованию войск Дальнего Востока — 44 дивизии и ещё одна дивизия входила в состав морской пехоты Тихоокеанского флота СССР.
В дополнение к имеющимся в Сухопутных войсках трём бригадам десантно-штурмовых войск в период 1979—1986 гг. сформировано еще 13 бригад, 20 отдельных батальонов и 2 полка (последние включены в состав отдельных армейских корпусов).
В составе ракетных войск и артиллерии Сухопутных войск шло активное создание новых ракетных бригад, на вооружение которых поступали ракетные комплексы «Темп-С» и «Ока», что значительно усиливало их ударные возможности.
Однако с переходом в 1987 году на «оборонительную доктрину» начались существенные преобразования в войсках. Так, уже в 1987 году в дивизиях ЛВО танковые полки стали переформировываться в танковые батальоны, дивизии сокращённого состава (запасные, учебные) стали переформировываться в учебные центры (большинство из них уже к 1990 г. были расформированы). В 1988 году из подчинения командиров дивизий изъяли отдельные ракетные дивизионы, на основе которых стали формироваться ракетные бригады (подчиняющиеся напрямую штабам групп войск и военных округов), вертолётные отряды и эскадрильи были сформированы в отдельные вертолётные полки. Одновременно с выводом в 1989 году из групп войск в Восточной Европе трёх танковых дивизий и отдельных танковых полков (все они при том были расформированы) в дивизиях ГСВГ имеющиеся танковые полки стали переформировывать в мотострелковые, в результате чего в мотострелковых дивизиях появилось по 4 мотострелковых полка. В 1989 году отдельные армейские корпуса были переформированы обратно в дивизии; в это же время в группах войск, а также в войсках ЗабВО и ДВО было расформировано большое количество понтонно-мостовых и переправочно-десантных частей. Проведённые мероприятия привели к качественному ухудшению наступательных возможностей советских Сухопутных войск.
В результате в течение 1988—1990 гг. подверглись сокращению 4 армии, 10 танковых дивизий; 18 мотострелковых дивизий переформировали в БХТВ, ещё 8 дивизий — в БХИ.

## Вооружение
В 1960 году советские Сухопутные войска насчитывали 136 дивизий, на вооружении которых числилось 35 000 танков.
По состоянию на январь 1981 года Сухопутные войска СССР насчитывали уже 175 дивизий, включая 45 танковых, 120 мотострелковых и 9 воздушно-десантных. На вооружении этих войск числилось уже 50 000 танков, 65 тыс. единиц бронемашин, более 12 тыс. единиц систем ПВО.
По состоянию на 01.01.1989 г. советские сухопутные войска насчитывали 249 соединений ранга дивизии (с учетом мобилизационных баз), имели 77 200 танков, 90 500 единиц артиллерии и минометов (в указанные цифры включена в том числе устаревшая техника, заскладированная со времени окончания Великой Отечественной войны).
Вооружение сухопутных войск на 1990-й год:
- 55 000 танков, включая 4000 Т-80, 10000 T-72, 9700 T-64, 11300 Т-62, 19000 T-54/55, и 1000 ПТ-76;
- 70 000 боевых бронированных машин, включая БТР-80, БТР-70, БТР-60, БТР-Д, БТР-50, БТР-152 и МТ-ЛБ;
- 24 000 боевых машин пехоты и десанта, включая БМП-1, БМП-2, БМП-3, БМД-1, БМД-2 и БМД-3;
- 3500 боевых разведывательных машин БРДМ-2 и БРДМ-1;
- 33 000 единиц артиллерии, включая 4379 Д-30, 1175 M-46, 1700 Д-20, 598 2A65, 1007 2A36, 857 Д-1, 1693 МЛ-20, 1200 M-30, 478 Б-4 и Д-74, Д-48, Д-44, T-12, а также БС-3;
- 9000 самоходных артиллерийских установок (САУ), включая 2,751 2С1, 2325 2С3, 507 2С5, 347 2С7, 430 2С4, 20 2С19, 108 чехословацких САУ «Дана», а также АСУ-85, и 2С9;
- 8000 единиц реактивной артиллерии (РСЗО), включая БМ-21, 818 БМ-27, 123 БМ-30, 18 БМ-24, Буратино (РСЗО), БМ-25, а также БМ-14;
- ракетные установки ТР и ОТР «Скад», ОТР-21 «Точка», OTР-23 «Ока», а также 9K52 «Луна-М»;
- ракетные установки ПВО сухопутных войск — 1350 2K11 «Круг», 850 2K12 «Куб», 950 9K33 «Оса», 430 9K31 «Стрела-1», 300 «Бук», 70 С-300В, 860 9K35 «Стрела-10», 20 «Тор», 130 ЗРПК 9K22 «Тунгуска», а также ЗСУ-23-4 и ЗСУ-57-2;
- 12 000 единиц зенитных артиллерийских систем, включая ЗУ-23-2, ЗПУ-1/2/4, 57-мм С-60, 25-мм 72-K, 61-K, 52-K и KС-19;
- 4300 вертолётов армейской авиации, включая 1420 ударных Ми-24, 600 Ми-2, 1620 Ми-8, 290 Ми-17, 450 Ми-6 и 50 Ми-26, 6 опытных образцов Ми-28 и 2 Ка-50.

## Раздел советского военного наследства
В связи с тем, что Латвия, Литва и Эстония вышли из состава СССР еще до подписания Беловежских соглашений и отказались от преемственности СССР, в разделе советского «военного наследства» данные государства участия не принимали. Оставшиеся на их территории войска ПрибВО перешли под российскую юрисдикцию, в связи с чем получили наименование по аналогии с группами войск СССР за рубежом — Северо-Западная группа войск.
Независимой Белоруссии достались войска БВО, Украине — ПрикВО, ОдВО, КВО. Независимая Молдавия получила в наследство отдельные части 14-й гвардейской армии ОдВО, основная часть которой перешла под российскую юрисдикцию в связи с начавшимися в Приднестровье военными действиями.
Войска ЗакВО были поделены между тремя закавказскими республиками: Азербайджаном, Арменией и Грузией, а часть войск на территории двух последних перешла также под российскую юрисдикцию, образовав в 1993 году Группу российских войск в Закавказье (ГРВЗ).
Территория вновь созданного в 1989 году КТуркВО была в 1992 году поделена между пятью среднеазиатскими республиками: Казахстаном, Узбекистаном, Туркменистаном, Кыргызстаном и Таджикистаном. Причём, если войска в Туркменистане временно перешли под российскую юрисдикцию, образовав 52-ю общевойсковую армию, то части 201-й мотострелковой дивизии в Таджикистане остались в подчинении Министерства обороны РФ на долгие годы, в результате чего Таджикистан к началу гражданской войны получил скромную часть советского «военного наследства».
В совокупности указанные республики бывшего СССР получили 18 танковых (включая 3 учебных), 41 мотострелковую и 2 воздушно-десантные дивизии
В состав ВС Российской Федерации вошли управления, объединения, соединения, воинские части, учреждения, военно-учебные заведения, предприятия и организации Вооружённых Сил СССР, на момент мая 1992 года располагавшиеся на территории России, а также находящиеся под российской юрисдикцией войска (силы) на территории Закавказского военного округа, Западной, Северной и Северо-Западной групп войск, Черноморского флота, Балтийского флота, Каспийской флотилии, 14-й гвардейской армии, воинские формирования, находящиеся за рубежом на территории Германии, Монголии, Кубы и некоторых других стран общей численностью 2,88 млн человек.
От Сухопутных войск СССР Россия получила в своё распоряжение 87 дивизий (в том числе 16 дивизий в группах войск за пределами страны), включая 17 танковых, 57 мотострелковых, 5 воздушно-десантных и 8 пулемётно-артиллерийских, из которых лишь 25—30 дислоцировались в европейской части страны (и являлись здесь развёрнутыми соединениями), остальные — в азиатской (являясь здесь по большей части «кадрированными»).
Количество и качество доставшейся новообразованным странам техники резко разнилось.
При этом раздел войск первоначально происходил под эгидой формирования на основе Сухопутных войск ВС СССР Сил общего назначения в рамках создания Объединённых Вооружённых сил СНГ. Однако начавшееся уже весной 1992 года формирование отдельными государствами национальных вооруженных сил, заключавшееся в правовом оформлении передачи под национальную юрисдикцию той части группировки войск Советской армии, которая практически дислоцировалась на территории той или иной союзной республики, фактически привело к отказу от данной концепции и формированию каждым государством самостоятельных вооруженных сил.

## Командование сухопутных войск СССР

### Главнокомандующие
- март 1946 — июль 1946 — Г. К. Жуков, Маршал Советского Союза
- июль 1946 — март 1950 — И. С. Конев, Маршал Советского Союза
- март 1955 — март 1956 — И. С. Конев, Маршал Советского Союза
- март 1956 — октябрь 1957 — Р. Я. Малиновский, Маршал Советского Союза
- ноябрь 1957 — апрель 1960 — А. А. Гречко, Маршал Советского Союза
- апрель 1960 — июнь 1964 — В. И. Чуйков, Маршал Советского Союза
- ноябрь 1967 — ноябрь 1980 — И. Г. Павловский, генерал армии
- ноябрь 1980 — январь 1985 — В. И. Петров, генерал армии, с 1983 — Маршал Советского Союза
- февраль 1985 — январь 1989 — Е. Ф. Ивановский, генерал армии
- январь 1989 — август 1991 — В. И. Варенников, генерал армии
- август 1991 — ноябрь 1996 — В. М. Семёнов, генерал армии

### Начальники Главного штаба
- март 1946 — апрель 1946 — И. В. Смородинов, генерал-полковник
- май 1946 — ноябрь 1948 — Г. К. Маландин, генерал-полковник
- ноябрь 1948 — март 1950 — М. С. Малинин, генерал-полковник
- март 1955 — июль 1956 — Г. К. Маландин, генерал армии
- август 1956 — июль 1962 — М. М. Попов, генерал армии
- июль 1962 — апрель 1964 — С. М. Штеменко, генерал-полковник
- ноябрь 1967 — март 1974 — М. Т. Никитин, генерал-полковник танковых войск
- апрель 1974 — июнь 1981 — В. З. Якушин, генерал-полковник
- июнь 1981 — октябрь 1990 — Д. А. Гринкевич, генерал-полковник
- октябрь 1990 — сентябрь 1991 — М. П. Колесников, генерал-полковник
- октябрь 1991 — декабрь 1997 — Ю. Д. Букреев, генерал-лейтенант, с декабря 1991 генерал-полковник

В период с 26.03.1950 г. по 13.03.1955 гг. и с 07.03.1964 г. по 05.11.1967 г. Главное командование Сухопутных войск дважды упразднялось и расформировывалось. В указанные периоды функции по управлению Сухопутными войсками ВС СССР передавались Министерству обороны СССР и Генеральному штабу.

### Сноски
1. ↑  Общее количество дивизий включает в себя также такие виды дивизий, как кавалерийские, артиллерийские и другие.